# Waleri Dmitrijewitsch Sorkin

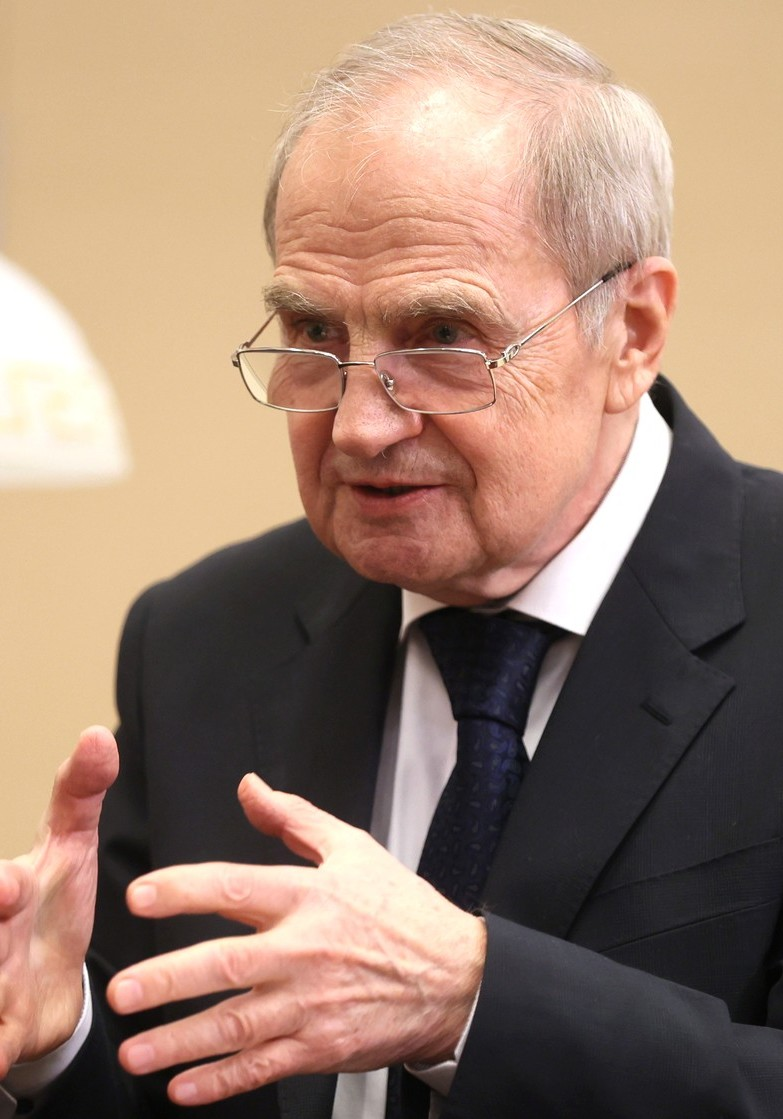
Waleri Sorkin (2021)

Waleri Dmitrijewitsch Sorkin (russisch Валерий Дмитриевич Зорькин; * 18. Februar 1943 in Konstantinowka, Region Primorje) ist ein russischer Jurist und seit März 2003 Präsident des Verfassungsgerichts, dieses Amt hatte er bereits einmal von August 1991 bis Oktober 1993.

## Leben
In der Eigenschaft als Verfassungsrichter votierte er mehrmals gegen Entscheidungen des damaligen russischen Präsidenten Boris Jelzin.
Im November 2010 bezeichnete er die Wiedereinführung der Todesstrafe in Russland als „ausgeschlossen“ und begründete dies mit internationalen Abkommen.